# Lygodium flexuosum
Lygodium flexuosum är en ormbunkeart som först beskrevs av Carolus Linnaeus, och fick sitt nu gällande namn av Olof Peter Swartz. Lygodium flexuosum ingår i släktet Lygodium och familjen Lygodiaceae. Inga underarter finns listade.

## Bildgalleri

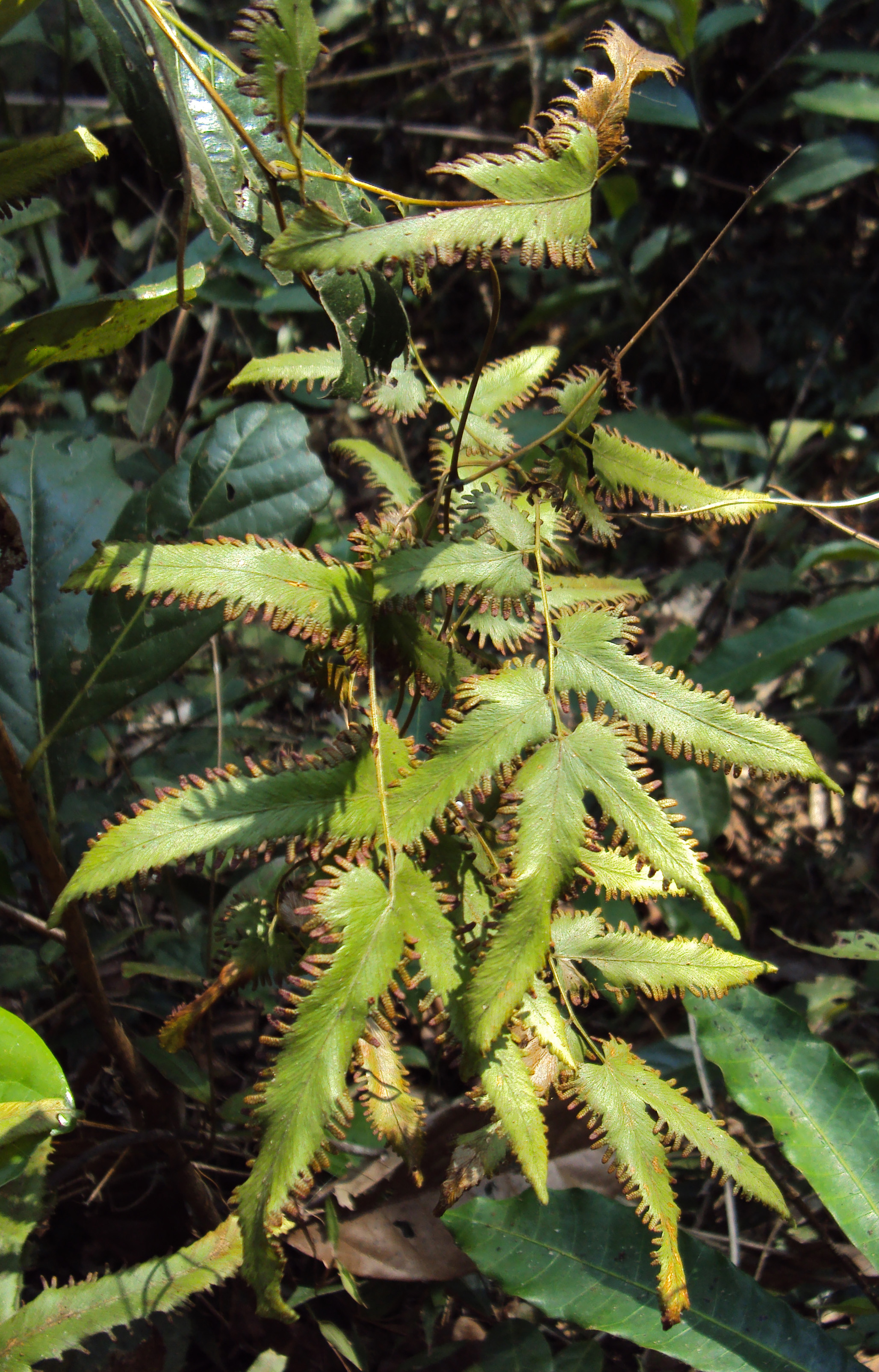
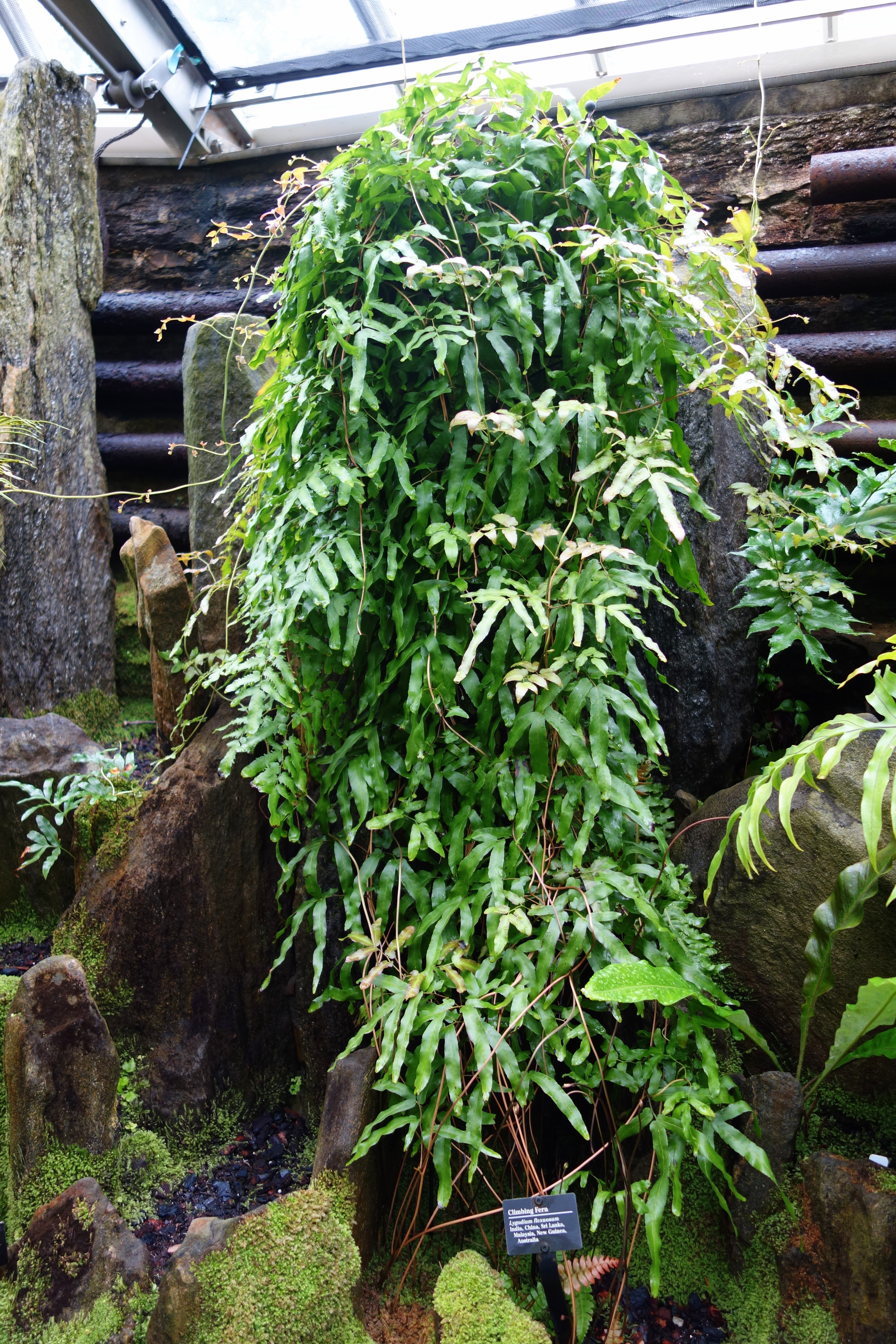